# 清浦夏實
清浦夏實（1990年7月4日—），日本女性演員、歌手，出身於千葉市。隸屬於OSCAR PROMOTION以及Victor Entertainment下的flying DOG（動畫相關）。

## 经历
- 2003年在演出，以演員身份出道。[1]
- 2005年9月以體育日本的代言人[note 1]成為第3代。
- 2007年主唱日本電視動畫《Sketch book～素描簿～》片頭曲，以歌手身份出道。[1]
- 2009年3月4日自日出高等學校畢業[3][4]，目前是日本大学藝術學部的學生。
- 夏實是日本第23任內閣總理大臣清浦奎吾的玄孫。[note 2]

## 演出

### 電視
- （2003年，東京電視台）
- 美少女戰士（2003年－2004年，中部日本放送、東映）- 飾演木村桃子
- 3年B組金八先生（第7季）（2004年－2005年，TBS電視）- 飾演
- 3年B組金八先生（第7季）（2005年12月30日，TBS電視）- 飾演
- （2006年－，關西電視台）
- （2008年－，迪士尼頻道）
- 談判尤物（第1季 特別版／2009年2月28日，朝日電視台）- 飾演村岡美加
- 、（2010年6月5日，朝日電視台）

### 電影
- （2007年，導演：吉田惠輔）
- TOKYO! <メルド>（2008年，導演：李歐·卡霍，配給：BITTERS END）

### 舞台
- （飾演／2008年8月，新宿）

### 廣播
- NEO STREAM NIGHT（DJ／2009年4月12日－，babyfm）
- DJ Tomoaki’s Radio Show!（下北FM，2010年3月4日）
- MOZAIKU NIGHT〜No.1 Music Factory〜（DJ ／2011年4月7日－，babyfm）

### 網路廣播
- （DJ／2008年7月－2009年3月（公開至2009年6月中旬））

## 寫真集、DVD

### 寫真集
- 夏夢（彩文館出版／2005年8月24日)
- bitter（ぶんか社／2006年2月24日）

### DVD

#### Image DVD等作品
- （／2005年8月26日）
- sweet（ぶんか社／2006年2月24日）
- （／2006年4月20日）

#### 電影、戲劇、舞台等作品
- 3年B組金八先生 第7季（TBS電視／Victor Entertainment／2005年3月25日、2005年5月27日）
- 3年B組金八先生 第7季　（TBS電視／Victor Entertainment／2006年3月24日）
- （TRINET ENTERTAINMENT／2007年9月28日）
- （／2009年3月3日）
- （Vap／2009年3月25日）

## CD、樂曲

### 單曲
1. （2007年10月24日發行）
  1. （電視動畫《Sketch book～素描簿～》片頭曲）
  2. 　※本人作詞（電視動畫《Sketch book～素描簿～》挿入歌&12話片頭曲）
  3. （off vocal）
  4. （off vocal）（網路電台片頭曲、片尾曲）
2. （2008年2月6日發行）
  1. （電視動畫《狼與辛香料》片頭曲）
  2. （off vocal）
  3. （off vocal）
3. （2008年7月23日發行）
  1. （電視動畫《Keroro軍曹》片尾曲／插入曲）
  2. （電視動畫《Keroro軍曹》插入曲）※本人作詞、作曲
  3. （piano solo）（電視動畫《Keroro軍曹》插入曲）
  4. （without723）（電視動畫《Keroro軍曹》插入曲）
  5. {（without723）
4. （2009年10月21日發行） 
  1. （電視動畫《輕聲密語》插入曲）
  2. （電視動畫《輕聲密語》片頭曲／插入曲）※本人作詞
  3. （電視動畫《輕聲密語》片尾曲）
  4. （電視動畫《輕聲密語》插入曲）
5. （2011年11月23日發行）
  1. （电视动画《神之谜题》片尾曲）

### 專輯
1. 十九色（2010年2月24日發行）

### 其他
- （Hotto MottoCM曲／菅野洋子《》內收錄）
- （電視動畫《天堂餐館插入曲／版OST《》內收錄）

#### 已經出版單曲或專輯而再收錄的樂曲
- （2007年11月21日／《》內收錄）
- （2008年3月12日／《》內收錄）
- （2009年3月25日／《》內收錄）
- （2009年12月23日／《》內收錄）
- （2009年12月23日／《》內收錄）

## 相關連結
- 清浦奎吾（祖父的祖父／第23代內閣總理大臣）
- 清浦錬子（祖父的祖母／清浦奎吾之妻）

## 註解
1. ↑  （Image Girl）直譯為「印象女孩」。
2. ↑  ネットラジオ『清浦夏実の寝言は寝て言え』第16回（2009年2月6日 更新分）で発言

## 外部連結
- 清浦夏実 シュガーピーナッツ （页面存档备份，存于），Victor Entertainment的官方頁面 （日語）
- 清浦 夏実ｵﾌｨｼｬﾙﾌﾞﾛｸﾞ　『のらりくらり日記』 - スタ☆ブロ -，網誌，2010年2月25日－ （日語）
- のらりくらり日記 （页面存档备份，存于），舊的網誌，2008年1月1日－2010年2月24日 （日語）